# Louis-Eugène Varlin
Louis-Eugène Varlin (Claye-Souilly, 5 de octubre de 1839 - París, 28 de mayo de 1871) fue un socialista, anarquista francés. Pionero del sindicalismo en su país, fue miembro de la Comuna de París y de la Primera Internacional.

## Biografía
Descendiente de una familia modesta republicana con una gran actividad en la vida política de Francia. Su padre era un jornalero y tuvo 3 hermanos (Hippolyte, Clémence y Louis). Acudió a la escuela primaria hasta que cumplió trece años. Trabajó de encuadernador en el taller de su tío hasta 1854. Tras negarse a llevar el negocio de su tío pasó por otros talleres hasta que en 1860 retomó sus estudios sin dejar su trabajo de encuadernador.
A partir de 1857, Varlin desempeñó un papel importante en la Sociedad de Encuadernadores, donde se presentó como representante de los trabajadores lo que le sirvió para su aprendizaje político. Con la aprobación de la Ley Ollivier, que aprobaba el Derecho a Huelga y abolía el delito de asociación, en mayo de 1864; las reivindicaciones de los trabajadores se intensificaron en busca de la reducción de la jornada laboral y unos mejores salarios. En 1864-65 encabezó la huelga de encuadernadores parisinos y se convirtió en presidente de la mutua de encuadernadores. Los encuadernadores, reconocieron su importancia en la coordinación de la huelga y sus esfuerzos organizativos. En esa misma época la policía lo consideraría como uno de los obreros «más peligrosos» de París.

### La Primera Internacional
En septiembre de 1864 se crea la Primera Internacional a la que se unirá Varlin en enero de 1865. El francés participará activamente en la organización parisina. A partir de 1865, además de organizar las huelgas, Varlin comienza a trabajar en las reuniones de la sección francesa de la Primera Internacional y a viajar a través de todo el país escuchando a los trabajadores y ayudando a la sección Internacional. A Varzin, simpatizante del colectivismo, tanto Karl Marx como Mijail Bakunin intentaron atraerlo.
Marx tenía puestas muchas esperanzas en él, pero el francés no compartía las prácticas marxistas, mientras que Bakunin no tenía ninguna influencia en París en la época de la Comuna de París que si bebía de James Guillaume y los belgas.

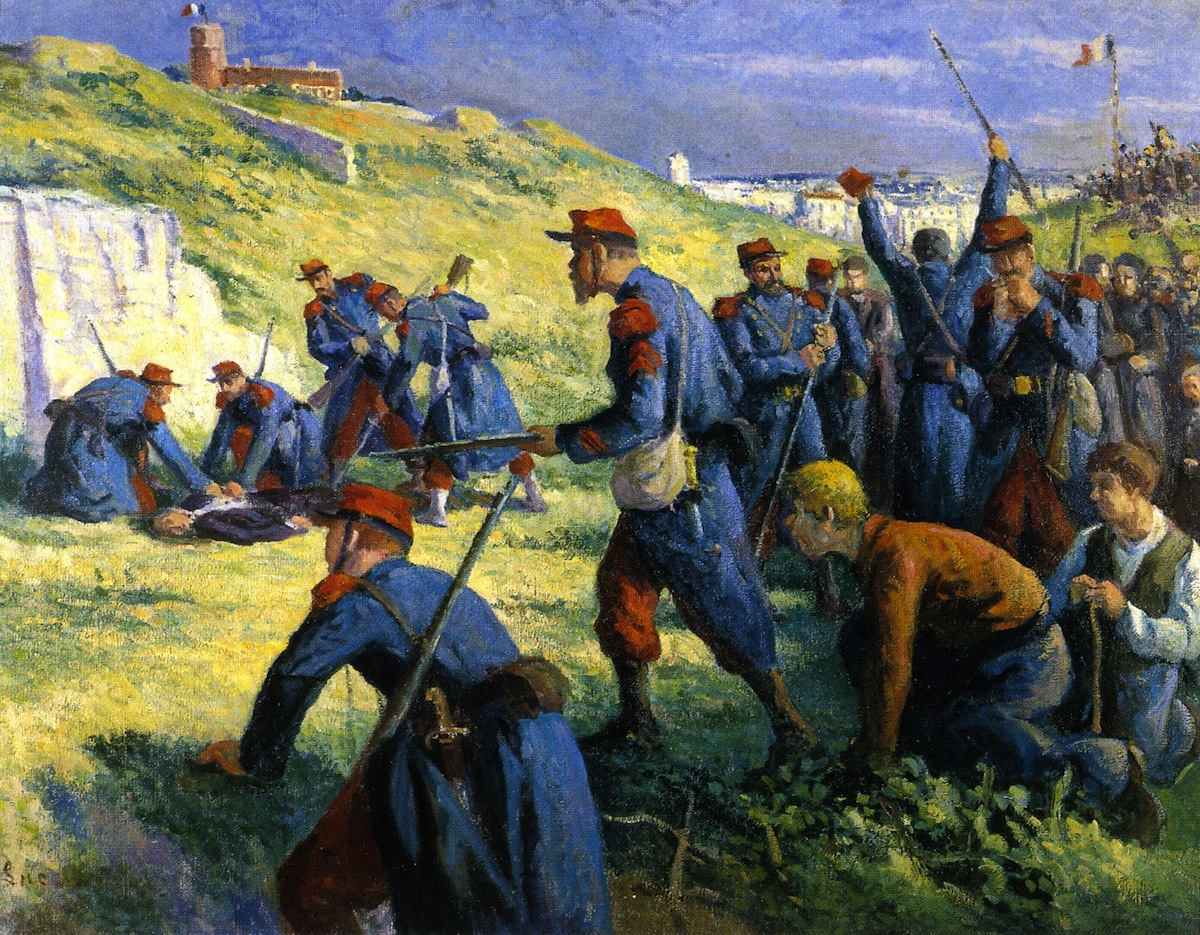
L'Exécution de Varlin, Maximilien Luce.

Para Varlin, la AIT era un espacio plural de representantes de diversas categorías de obreros y militantes de diversas ideologías más que un partido político. En su concepción política la AIT era la garantía política de la internacionalización de las luchas obreras; su premisa era que la Internacional debía organizarse a nivel nacional a través de redes federativas. Sobre los sindicatos creía que éstos debían superar su particularismo profesional y formar un movimiento obrero internacional unido y dedicado <<a la mejora constante de las condiciones de existencia de los trabajadores de todas las profesiones y de todos los países y a hacer que los trabajadores tomen posesión de los instrumentos de su trabajo>>.
A través de los congresos, la AIT se dividió en varias facciones políticas. Varlin se llevaba bien con varios representantes de estas facciones políticas. Lo que le importaba al francés eran las prácticas de la organización cotidiana de los trabajadores. Le interesaban poco los apriorismos ideopolíticos. Era un intérprete perspicaz de las tendencias políticas, pero nunca fue discípulo de ninguna corriente. En los congresos de la AIT, se llevaba bien con comunistas, anarquistas y otros socialistas independientes.

### Guerra franco-prusiana y la Comuna de París
Varlin se dio cuenta de cómo la inminente guerra no sólo sería perjudicial para los trabajadores franceses, sino para el resto de trabajadores europeos. Varlin en un artículo publicado en Le Commerce afirmaba que el objetivo de la AIT «lejos de querer organizar la guerra, pretendía establecer la fraternidad entre los hombres sin distinción de etnia, color o creencia».

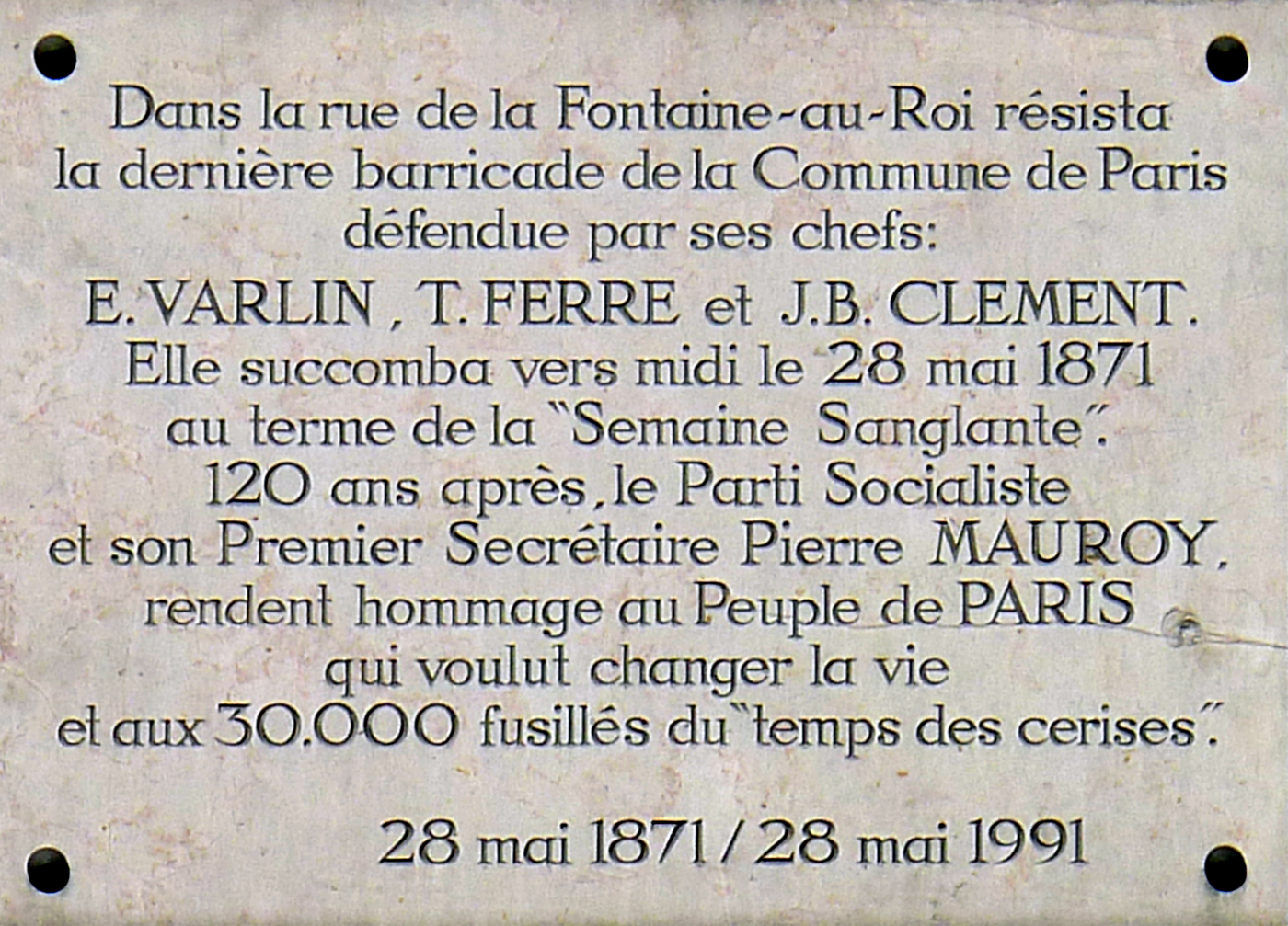
Placa conmemorativa en homenaje a Varlin.

Varlin se convirtió en miembro del Comité Central Republicano en París. También se convirtió en miembro del Comité Central de la Guardia Nacional, pero su participación en la insurrección del 31 de octubre de 1870 para derrocar el Gobierno de Louis Jules Trochu, hizo que Adolphe Thiers revocara su mando. Varlin también participó en el levantamiento del 22 de enero contra el Gobierno de la Defensa Nacional. Durante el asedio de París por los prusianos, Varlin se dedicó a organizar ayuda para la población; sus paquetes de ayuda se conocieron como "marmitas de Varlin" (el nombre de su restaurante cooperativo). Varlin también se convirtió en secretario de la sección francesa de la Primera Internacional. En febrero de 1871, Varlin se presentó sin éxito como candidato socialista revolucionario en las elecciones a la Asamblea Nacional. Un mes después, 18 de marzo de 1871, participaba en el asalto de la plaza Vendôme.
El 24 de marzo participaba en la redacción del Manifiesto del Programa de la AIT de la sección parisina y dos días después era elegido por mayoría para el Consejo de la Comuna de París para los distritos VI, XII, y XVII además de miembro de la Comisión de Finanzas.

### Arresto y fusilamiento
El 28 de mayo, fue reconocido y denunciado por un sacerdote. Fue arrestado y llevado a Montmartre donde fue linchado y finalmente fusilado.
Prosper-Olivier Lissagaray relata así el hecho:

Place Cadet, fue reconocido por un sacerdote que corrió a buscar a un oficial. El teniente Sicre agarró a Varlin, le ató las manos a la espalda y lo llevó hacia las colinas donde se encontraba el general de Laveaucoupet. Por las empinadas calles de Montmartre, este Varlin, que había arriesgado su vida para salvar a los rehenes en la calle Haxo, fue arrastrado durante una hora entera. Bajo la lluvia de golpes, su joven cabeza meditabunda, que nunca había tenido más que pensamientos fraternos, se convirtió en carne picada, con el ojo fuera de su órbita. Cuando llegó a la rue des Rosiers, al cuartel general, ya no caminaba, lo llevaban en brazos. Lo sentaron para dispararle. Los soldados perforaron su cadáver con las culatas de sus rifles. Sicre le robó el reloj y lo convirtió en adorno

## Pensamiento

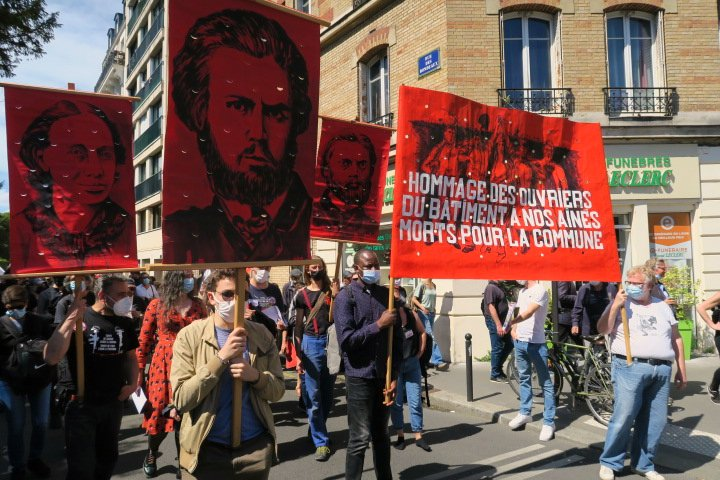
Una pancarta con su retrato en el 150 aniversario de la Comuna Muro de los Federados (París)

Categorizarlo dentro de las principales corrientes políticas dentro de la Primera Internacional sigue siendo una tarea en la historiografía. Charles Rihs afirma en varios ejemplos, como es habitual en la descripción histórica de la Comuna, considerar a Varlin como un <proudhoniano de izquierdas>. Para Michel Cordillot Varlin es «ni "marxista" ni "bakuniano", Varlin es ante todo la encarnación del movimiento obrero parisino».
Eugène Varlin defendió una afirmación que presentó en 1865 cuando como delegado francés estuvo en el Congreso de la Primera Internacional en Londrés y que definía el sentido universal de su Política: «Obrero es todo aquel que está asalariado y sometido a los riesgos de la falta de trabajo». Estos obreros serían su "partido" fundamental; su participación en la Internacional tenía como objetivo, antes de cualquier definición programática, establecer una expectativas de integrar todas las luchas de clase; hacer de la AIT un instrumento de conexión para articular y demostrar la universalidad de la solidaridad entre los trabajadores como la única práctica efectivamente revolucionaria. Su trabajo como coordinador con los trabajadores en las numerosas huelgas en las que participó, las diversos fondos de solidaridad que organizó para los huelguistas, las reuniones de la AIT fueron para él los esfuerzos de la práctica pedagógica revolucionaria.
Para Varlin la huelga como práctica, era algo pedagógico y un presunto medio para obtener resultados revolucionarios efectivos. Para él la huelga no es tanto el insignificante aumento salarial o la pequeña mejora de las condiciones de trabajo. Todo eso es para él sólo secundario; son paliativos que sirven mientras se espera algo mejor. Para Varlin el objetivo supremo es la agrupación de los trabajadores y su solidaridad.